# 第1次山本内閣
第1次山本内閣（だいいちじ やまもとないかく）は、海軍大将の山本権兵衛が第16代内閣総理大臣に任命され、1913年（大正2年）2月20日から1914年（大正3年）4月16日まで続いた日本の内閣。

## 内閣の顔ぶれ・人事

### 国務大臣
1913年（大正2年）2月20日任命。在職日数421日。
| 職名 | 代 | 氏名       | 氏名 | 出身等                             | 特命事項等                | 備考                   |
| --- | -- | ---------- | ---- | ---------------------------------- | ------------------------- | ---------------------- |
| 内閣総理大臣 | 16 | 山本権兵衛 |      | 海軍大将 （海兵2期） 伯爵          |                           |                        |
| 外務大臣 | 27 | 牧野伸顕   |      | （外務省→） 貴族院 無所属 男爵     |                           |                        |
| 内務大臣 | 25 | 原敬       |      | 衆議院 立憲政友会                  |                           |                        |
| 大蔵大臣 | 16 | 高橋是清   |      | 貴族院 （無所属→） 立憲政友会 男爵 |                           | 初入閣                 |
| 陸軍大臣 | 10 | 木越安綱   |      | 陸軍中将 （陸士旧1期） 男爵        |                           | 留任 1913年6月24日免   |
| 陸軍大臣 | 11 | 楠瀬幸彦   |      | 陸軍中将 （陸士旧3期）             |                           | 初入閣 1913年6月24日任 |
| 海軍大臣 | 6  | 斎藤実     |      | 海軍大将 （海兵6期） 男爵          |                           | 留任                   |
| 司法大臣 | 18 | 松田正久   |      | 衆議院 立憲政友会                  |                           | 1913年11月11日免       |
| 司法大臣 | -  | 奥田義人   |      | 貴族院 立憲政友会 （交友倶楽部）   | 臨時兼任 （文部大臣兼任） | 1913年11月11日兼       |
| 司法大臣 | 19 | 奥田義人   |      | 貴族院 立憲政友会 （交友倶楽部）   |                           | 転任 1914年3月6日任    |
| 文部大臣 | 24 | 奥田義人   |      | 貴族院 立憲政友会 （交友倶楽部）   | 司法大臣臨時兼任          | 初入閣 1914年3月6日免  |
| 文部大臣 | 25 | 大岡育造   |      | 衆議院 立憲政友会                  |                           | 初入閣 1914年3月6日任  |
| 農商務大臣 | 24 | 山本達雄   |      | 貴族院 （無所属→） 立憲政友会      |                           |                        |
| 逓信大臣 | 21 | 元田肇     |      | 衆議院 立憲政友会                  |                           | 初入閣                 |
| 1. 辞令のある留任は個別の代として記載し、辞令のない留任は記載しない。 2. 臨時代理は、大臣空位の場合のみ記載し、海外出張時等の一時不在代理は記載しない。 3. 代数は、臨時兼任・臨時代理を数えず、兼任・兼務は数える。 |    |            |      |                                    |                           |                        |

### 内閣書記官長・法制局長官
1913年（大正2年）2月20日任命。
| 職名 | 代 | 氏名       | 氏名 | 出身等                           | 特命事項等              | 備考            |
| --- | -- | ---------- | ---- | -------------------------------- | ----------------------- | --------------- |
| 内閣書記官長 | 18 | 山之内一次 |      | 内務省                           |                         |                 |
| 法制局長官 | 15 | 岡野敬次郎 |      | 貴族院 立憲政友会 （交友倶楽部） | 内閣恩給局長 宮中顧問官 | 1913年9月20日免 |
| 法制局長官 | 16 | 倉富勇三郎 |      | （司法省→） 貴族院               |                         | 1913年9月20日任 |
| 1. 辞令のある留任は個別の代として記載し、辞令のない留任は記載しない。 2. 臨時代理は、大臣空位の場合のみ記載し、海外出張時等の一時不在代理は記載しない。 3. 代数は、臨時兼任・臨時代理を数えず、兼任・兼務は数える。 |    |            |      |                                  |                         |                 |

### 勢力早見表
※ 内閣発足当初（前内閣の事務引継は除く）。
| 出身       | 国務大臣 | その他       |
| ---------- | -------- | ------------ |
| 立憲政友会 | 3        |              |
| 貴族院     | 3        | 法制局長官   |
| 軍部       | 3        |              |
| 官僚       | 1        | 内閣書記官長 |
|            | 10       |              |

## 内閣の動き
1901年から1913年まで、日本の国政は、政府を組織した藩閥と、衆議院を抑えた立憲政友会の連立によって、安定的に運営されていたが（桂園時代）、第3次桂内閣を組閣した桂太郎首相が、政友会にかわる新たな政治勢力（立憲同志会）を組織しようとしたことから藩閥、政友会などの反発を招き、短期間で政権が崩壊した（大正政変）。
1913年2月11日、後継の首相を選定する元老会議が開かれ、政友会総裁の西園寺公望前首相が海軍の薩摩閥の主宰であった山本権兵衛を推挙して、山本に大命降下する。議会対策としては、西園寺は政友会が引き続き閣内与党として支えることを想定、幹部の原敬、松田正久らが閣外協力を望んでいたのを説得した結果、原が内相、松田が法相、更に元田肇が逓相としてそれぞれ入閣する。その他、山本達雄農商務相、高橋是清蔵相、奥田義人文相は後に政友会に入党、牧野伸顕外相、木越安綱陸相、斎藤実海相も原の親しい間柄であったため、首相の山本以外は政友会の関係者が占める、事実上の政友会内閣となった。

### 主な政策
- 1913年度予算…大正政変による相次ぐ倒閣、議会停会などを経て、山本内閣の下で議会が再開されたのが同年2月27日で、予算組み替えの暇がなかったことから、予算案には前内閣の予算案をそのまま提出する。軍事費については、海軍増艦費が740万円増額されていた[9]。
- 軍部大臣現役武官制改正…従来、陸海軍大臣は現役の大将/中将に限っており、元々は連立入りした政党の軍事作戦への介入を予防する目的であったが、軍部当局が大臣を引き上げると内閣を潰せることから、軍部から政党への牽制の役割を持つようになっており、実際に前年に第2次西園寺内閣が倒閣していた。当時与党であった政友会は改正を強く主張しており、山本首相も意を受けて推進。時の長谷川好道参謀総長は反対したが、首相の意を受けた木越陸相は、軍政は陸軍大臣の管轄事項として押し通した。これによって、予備役及び後備役まで任官の幅が広げられ、軍部の内閣人事に関する影響力に対する牽制になった。これに関与した木越および後任の楠瀬幸彦は、その後に共にそのまま中将で退役させられた。
- 枢密院定数削減
- 中華民国の国家承認
- 1914年度予算…予算案審議中にシーメンス事件が発生。海軍の汚職事件であったにもかかわらず海軍の軍拡を含んでいたため反発を招き、貴族院は最大会派の研究会と同じく有力会派の茶話会が中心となり、3月13日、海軍予算を大削減する予算改正案を成立させる。23日、予算案は不成立となって、24日に内閣は総辞職した（特別会計予算は成立）[10]。

1914年1月、シーメンス事件が発覚。山本の出身母体であった海軍の汚職事件であったため、山本内閣、更にはそれを支える政友会にも非難の矛先が向かい、山縣有朋筆頭元老、野党立憲同志会、貴族院らが中心となって内閣・政友会攻撃が繰り広げられた。予算案の不成立によって事実上の内閣不信任となり、山本内閣は総辞職した。